# 陶季直
陶季直（437年—511年），丹陽秣陵人，南北朝劉宋、南齊、南梁官員。
陶季直是劉宋廣州刺史陶愍祖的孫子，父親則是劉宋中散大夫陶景仁。他年幼就很聰明，祖父陶愍祖很疼愛他；陶愍祖曾經放置四盒銀子在各孫子面前，叫他們拿去，只有四歲的陶季直沒有拿。別人問他為何，他說：「如果有賞賜，應該先讓父親叔伯先拿，不應該考慮孫子，因此我不拿。」陶愍祖十分驚奇。他五歲時母親去世，哀傷得好像成人一樣；當初母親還沒有生病，吩咐他出家，到母親逝世後家人才接他回來，他抱著母親的屍體號哭，旁人沒有感到不悲傷的。長大後的陶季直好學而不求名譽利益，從桂陽王劉休範的王國侍郎、北中郎鎮西行參軍起家，但他並未就任，被人稱為「聘君」；為父親父喪完畢後，尚書令劉秉領任丹陽尹，引薦陶季直出任後軍主簿、領任郡功曹，之後外任望蔡縣令，不久因病免官。當時劉秉和袁粲認為蕭道成掌握大權，可能謀朝篡位；劉秉一向敬重他，就打算和他商討計策，他卻考慮袁粲、劉秉是儒者，一定失敗，因此推辭不參與，很快劉秉等人事敗被殺。
南齊建立，陶季直任職尚書比部郎，其時褚淵出任尚書令，和他友好，經常讓他當司空司徒主簿，委派府內事務。褚淵去世，尚書令王儉認為褚淵品性極高，打算給予諡號為文孝公，他請求說：「文孝是司馬道子的諡號，恐怕他並非完美，不如用『文簡』作諡號。」王儉聽從他的意見，他又請求季為褚淵立碑，照料周到，有官員的節操，得到當時人們的讚美。其後陶季直遷轉為太尉記室參軍，外任冠軍司馬、東莞太守，在郡內號稱清靜和平；回朝後授官散騎侍郎，領左衛司馬，轉官鎮西諮議參軍。齊武帝駕崩，蕭鸞出任尚書令，剷除異己；陶季直沒有迎合，令蕭鸞十分顧忌，將他調任輔國長史、北海太守，此職務位於邊境佐，讀書人很少就任，有人勸他參見蕭鸞致謝，蕭鸞接見後便留下他，擔任驃騎諮議參軍，兼尚書左丞。又改官建安太守，為政清靜，令百姓安逸；回到朝廷後任職中書侍郎，遷任遊擊將軍、兼廷尉。
南梁建立，陶季直遷任給事黃門侍郎，經常稱任官有二千石俸祿已經滿足，不再理會人間事務，就稱病辭官回鄉。天監初年，在家中拜任太中大夫，梁武帝說：「梁朝有天下，就不見此人了。」天監十年（511年）於家中去世，虛歲七十五，他生活非常清苦，又隱居十多年，死後家徒四壁，子孫無法斂葬，知道的人都為他悲傷。

## 引用
1. 1 2  《梁書·卷五十二·列傳第四十六》：陶季直，丹陽秣陵人也。祖愍祖，宋廣州刺史。父景仁，中散大夫。季直早慧，愍祖甚愛異之。愍祖嘗以四函銀列置於前，令諸孫各取，季直時甫四歲，獨不取。人問其故，季直曰：「若有賜，當先父伯，不應度及諸孫，是故不取。」愍祖益奇之。五歲喪母，哀若成人。初，母未病，令於外染衣；卒後，家人始贖，季直抱之號慟，聞者莫不酸感。
2. 1 2  《南史·卷七十四·列傳第六十四》：陶季直，丹陽秣陵人也。祖湣祖，宋廣州刺史。父景仁，中散大夫。季直早慧，湣祖甚愛異之，嘗以四函銀列置於前，令諸孫各取其一。季直時年四歲，獨不取，曰：「若有賜，當先父伯，不應度及諸孫，故不取。」湣祖益奇之。五歲喪母，哀若成人。初母未病，令於外染衣，卒後，家人始贖。季直抱之號慟，聞者莫不酸感。
3. ↑  《梁書·卷五十二·列傳第四十六》：及長，好學，淡於榮利。起家桂陽王國侍郎、北中郎鎮西行參軍，並不起，時人號曰「聘君」。父憂服闋，尚書令劉秉領丹陽尹，引爲後軍主簿、領郡功曹。出爲望蔡令，頃之以病免。時劉秉、袁粲以齊高帝權勢日盛，將圖之，秉素重季直，欲與之定策。季直以袁、劉儒者，必致顛殞，固辭不赴。俄而秉等伏誅。
4. ↑  《南史·卷七十四·列傳第六十四》：及長好學，澹于榮利，徵召不起，時人號曰聘君。後為望蔡令，以病免。時劉彥節、袁粲以齊高帝權盛，將圖之。彥節素重季直，欲與謀。季直以袁、劉儒者，必致顛殞，固辭不赴。俄而彥節等敗。
5. ↑  《梁書·卷五十二·列傳第四十六》：齊初，爲尚書比部郎，時褚淵爲尚書令，與季直素善，頻以爲司空司徒主簿，委以府事。淵卒，尚書令王儉以淵有至行，欲諡爲文孝公，季直請曰：「文孝是司馬道子諡，恐其人非具美，不如文簡。」儉從之。季直又請儉爲淵立碑，終始營護，甚有吏節，時人美之。
6. ↑  《南史·卷七十四·列傳第六十四》：齊初為尚書比部郎，時褚彥回為尚書令，素與季直善，頻以為司空司徒主簿，委以府事。彥回卒，尚書令王儉以彥回有至行，欲諡「文孝公」。季直曰：「文孝是司馬道子諡，恐其人非具美，不如文簡。」儉從之。季直又請為彥回立碑，始終營護，甚有吏節。
7. ↑  《梁書·卷五十二·列傳第四十六》：遷太尉記室參軍。出爲冠軍司馬、東莞太守，在郡號爲清和。還除散騎侍郎，領左衛司馬，轉鎮西諮議參軍。齊武帝崩，明帝作相，誅鋤異己，季直不能阿意，明帝頗忌之，乃出爲輔國長史、北海太守。邊職上佐，素士罕爲之者。或勸季直造門致謝，明帝旣見，便留之，以爲驃騎諮議參軍，兼尚書左丞。仍遷建安太守，政尚清靜，百姓便之。還爲中書侍郎，遷遊擊將軍、兼廷尉。
8. ↑  《南史·卷七十四·列傳第六十四》：再遷東莞太守，在郡號為清和。後為鎮西諮議參軍。齊武帝崩，明帝作相，誅鋤異己。季直不能阿意取容，明帝頗忌之，出為輔國長史、北海太守。邊職上佐，素士罕為之者，或勸季直造門致謝，明帝留以為驃騎諮議參軍，兼尚書左丞，遷建安太守。為政清靜，百姓便之。
9. ↑  《梁書·卷五十二·列傳第四十六》：梁臺建，遷給事黃門侍郎。常稱仕至二千石，始願畢矣，無爲務人間之事，乃辭疾還鄉里。天監初，就家拜太中大夫。高祖曰：「梁有天下，遂不見此人。」十年，卒於家，時年七十五。季直素清苦絕倫，又屏居十餘載，及死，家徒四壁，子孫無以殯斂，聞者莫不傷其志焉。
10. ↑  《南史·卷七十四·列傳第六十四》：梁台建，為給事黃門侍郎，常稱仕至二千石始願畢矣，無為久預人間事，乃辭疾還鄉里。梁天監初，就拜太中大夫。武帝曰：「梁有天下，遂不見此人。」十年，卒於家。季直素清苦絕倫，又屏居十餘載，及死，家徒四壁，子孫無以殯斂，聞者莫不傷其志事云。

## 延伸阅读
[在维基数据编辑]
 《梁書·卷52》，出自姚思廉《梁書》